# Ahūrāk
Ahūrāk (persiska: Ahvārak, اَهوارَك, اهوراك) är en ort i Iran.   Den ligger i provinsen Alborz, i den norra delen av landet, 100 km nordväst om huvudstaden Teheran. Ahūrāk ligger 1 934 meter över havet och antalet invånare är 104.
Terrängen runt Ahūrāk är kuperad åt sydväst, men åt nordost är den bergig.Runt Ahūrāk är det ganska tätbefolkat, med 108 invånare per kvadratkilometer. Närmaste större samhälle är Shekarnāb, 11,2 km väster om Ahūrāk. Trakten runt Ahūrāk består i huvudsak av gräsmarker.